# Chrysometa huila
Chrysometa huila este o specie de păianjeni din genul Chrysometa, familia Tetragnathidae, descrisă de Lévi, 1986. Conform Catalogue of Life specia Chrysometa huila nu are subspecii cunoscute.